# Powiat Kōge
Powiat Kōge (jap. 上毛郡 Kōge-gun) – dawny powiat w Japonii, w prefekturze Fukuoka.

## Historia

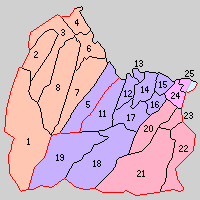
Powiat Kōge (11–25 – 1889 r.)

W pierwszym roku okresu Meiji na terenie powiatu znajdowały się 75 wiosek.
Powiat został założony 1 listopada 1878 roku. 1 kwietnia 1889 roku powiat został podzielony na 2 miejscowości Hachiya i Unoshima oraz 13 wiosek: Yamada, 千束村, Mikekado (三毛門村), 黒土村, Yokotake (横武村), 合河村, Iwaya, Nishiyoshitomi, Tomoeda (友枝村), 唐原村, Minamiyoshitomi, Higashiyoshitomi, Takahama.
1 kwietnia 1896 roku część wioski Takahama została włączona do miejscowości Nakatsu w powiecie Shimoge, w prefekturze Ōita. Tego samego dnia powiat Kōge został włączony w teren nowo powstałego powiatu Chikujō. W wyniku tego połączenia powiat został rozwiązany.